# Catherine Storr
Catherine Storr (* 21. Juli 1913 in London; † 6. Januar 2001 ebenda) war eine englische Kinderbuchautorin.

## Leben
Sie studierte englische Literatur am Newnham College der University of Cambridge sowie später Medizin und Psychiatrie. Sie praktizierte 15 Jahre als Psychiaterin in Londoner Krankenhäusern in den 1950er- und frühen 1960er-Jahren, bevor sie Herausgeberin bei Penguin Books wurde. In dieser Zeit begann sie, auch eigene Geschichten zu entwickeln. Von ihr erschienen über 30 Kinderbücher und einige Romane für Erwachsene.
Ihr wohl bekanntestes Werk, Marianne träumt handelt von den Träumen eines kleinen Mädchens, das zwei Monate lang ans Bett gefesselt ist. Der Roman wurde mehrfach für Film, Radio und Fernsehen verarbeitet. Im Jahr 1972 erschien es als Fernsehserie des britischen Senders ITV unter dem Titel Escape Into Night und 1988 als Film unter dem Titel Paperhouse.
Storr war in erster Ehe mit dem Schriftsteller und Psychiater Anthony Storr verheiratet, mit dem sie drei Kinder hatte. Im Jahre 1970 heiratete sie den ungarischen Ökonomen Thomas Balogh.

## Werke (Auswahl)
- Marianne träumt,  Catherine Storr, Übersetzung von Christa Mitscha-Märheim, Illustrationen von Marjorie-Ann Watts, Ueberreuter, Wien, 1986, ISBN 3-8000-2712-7 (ursprünglich veröffentlicht in englischer Sprache 1958).
  - Marianne Dreams, Catherine Storr, illustriert von Marjorie-Ann Watts, Faber and Faber, London, 1958, ISBN 0-571-20212-8.
- Lucy entdeckt etwas, 1969, Engelbert-Verlag.
- Lucy, die kleine Retterin, 1979, Die blaue Giraffe, ISBN 3-536-00874-7.
- Der Junge und der Schwan, 1989, Ravensburger Buchverlag, ISBN 3-473-34385-4.
- King Midas, 1993, Heinemann Library, ISBN 0-811-47148-9.